# 反独裁民主戦線

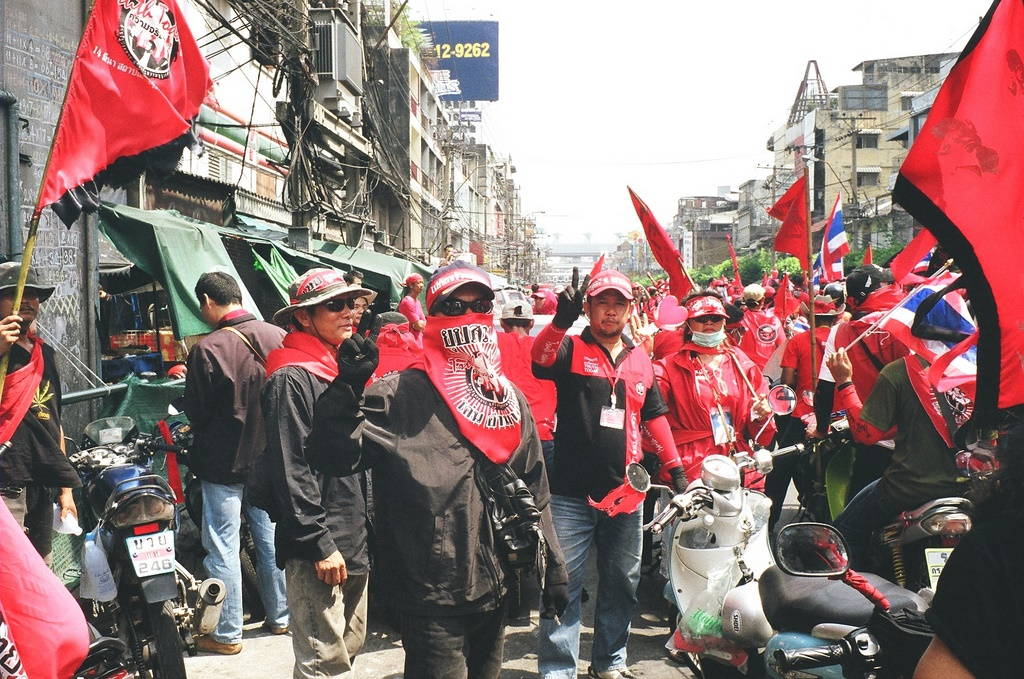
反独裁民主戦線の構成員

反独裁民主戦線（はんどくさいみんしゅせんせん、タイ語: แนวร่วมประชาธิปไตยต่อต้านเผด็จการแห่งชาติ 英語: United Front of Democracy Against Dictatorship 英語略称:UDD）は、タイ王国の市民団体。前身団体は反独裁民主同盟（DAAD）であり、現在もこの訳で呼ばれることもある。また、「スアデーン」という名称で呼ばれることもある。
2006年（平成18年）のタイ軍事クーデターによって失脚したタクシン・シナワット元首相の支持者が中心となっていることからタクシン派とも呼ばれている。また、タイの国旗の中にある国民の団結心と国家を表す赤をシンボルカラーにしており、赤色の衣類を身につけてデモ活動に参加する構成員が殆どであることから、通称として赤シャツ隊や赤服軍団と呼ばれることもある。

## 概要

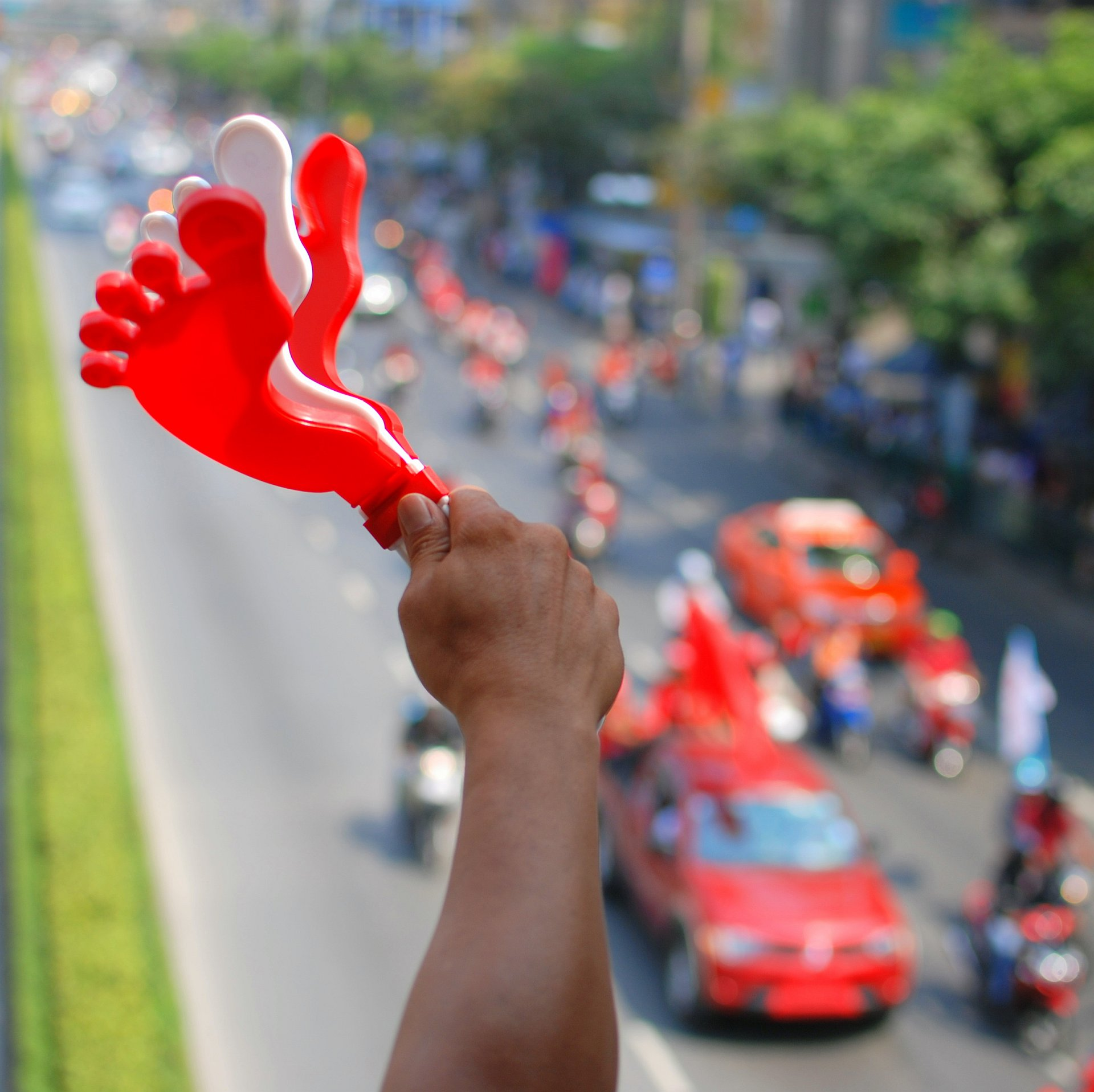
構成員が使う足の形の鳴り物

この団体はクーデターの黒幕とされる枢密院議長のプレーム・ティンスーラーノンやクーデター後に暫定首相を務めたスラユット・チュラーノンらを象徴とする「軍部や官界を基盤としたエリート層」が国政を支配する体制を、議会の解散と選挙の実施で打破することによってタイに民主主義を確立することを目指して活動している。
タクシンの出身地であるタイ北部や、貧困層の多いタイ東北部を地盤とし、主に農民や低所得層から支持されている。
反対勢力の民主市民連合幹部であるソンティ・リムトーングンが経営するメディア、ASTVプーヂャッガーンに対抗し、自営でテレビ、ラジオ放送、雑誌発行を行っている。また、系列の新聞としてタイ・レッドニュースがある。
タイ政治・社会論の研究者である赤木攻は2010年2月時点における団体の内部について「現在の「赤服」は多様であり、内部分裂もあり、自称や他称も存在している。加えて、クーデタ（官僚政治）派と見られている軍部や官界にも隠れた「赤服」も多いという。また、本来非暴力主義を貫こうとしているようだが、過激な行動に出る者もいて統制が取れない面もある。」という見方をしていた。
2010年（平成22年）5月17日、幹部の一人が具体的な金額については明らかにしていないものの、団体の活動資金をタクシンから援助してもらっていることを認めた。また、2010年5月22日、タイ政府は反政府集会が開かれていた場所からM79 グレネードランチャーや手榴弾、M16自動小銃や治安部隊から強奪した銃など、大量の武器を発見したと発表した。
在タイ日本国大使館は、団体の構成員と誤解されてトラブルに巻き込まれるのを防ぐため、赤い衣服を身に着けないよう注意喚起を行っている。

## デモ活動

### 結成から2009年2月までのデモ活動
2006年（平成18年）10月、スラユットが暫定首相に着任した後しばらくは、クーデターに批判的な市民の多くからも今後の選挙に期待が寄せられていたが、2007年（平成19年）5月に憲法裁判所が2006年下院総選挙における選挙違反を理由として、タクシン政権下の与党であったタイ愛国党に対して解党を命じると、事態は急速に悪化し、団体のデモ活動は活発化した。
2007年憲法の公布後、同年12月に下院選挙が行われ、旧愛国党員を含む人民の力党が勝利し、2008年（平成20年）1月にタクシン派のサマック・スントラウェートが首相に就任したことをうけ、反独裁民主戦線の活動は沈静化した。しかし、同年3月に上院選挙でも人民の力党が勝利したことを受け、5月頃から反タクシン派である民主市民連合のデモ活動が活発化すると、これに対応して活動を再開した。
同年9月、バンコク都ドゥシット区の首相府を占拠する民主市民連合と衝突し、反独裁民主戦線の男性1人が死亡、約40人が負傷する事件を起こした。
同年12月には人民の力党の解党と、公民権停止の措置を受けて首相を失職したソムチャーイ・ウォンサワットの次の首相に就任した反タクシン派のアピシット・ウェーチャチーワに対して退陣と選挙実施を求めて約3万人のデモ参加者を動員し、王宮前広場で反政府集会を開いた。その一部は国会を包囲し、首相の施政方針演説を延期させた。
2009年（平成21年）2月には約1万人のデモ参加者で首相府を包囲した。

### 2009年3月末からのデモ活動

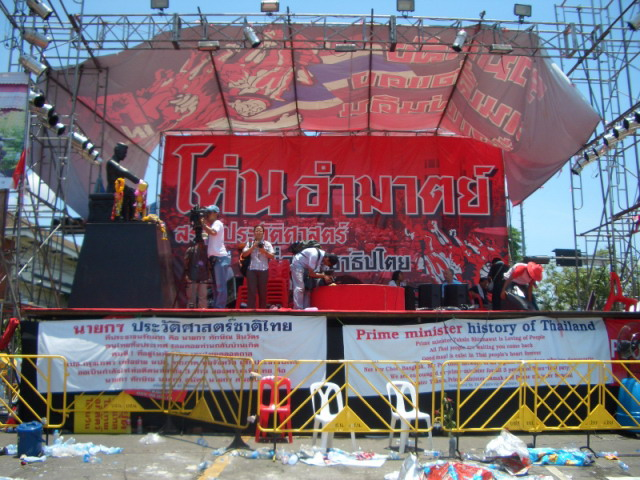
特設ステージ

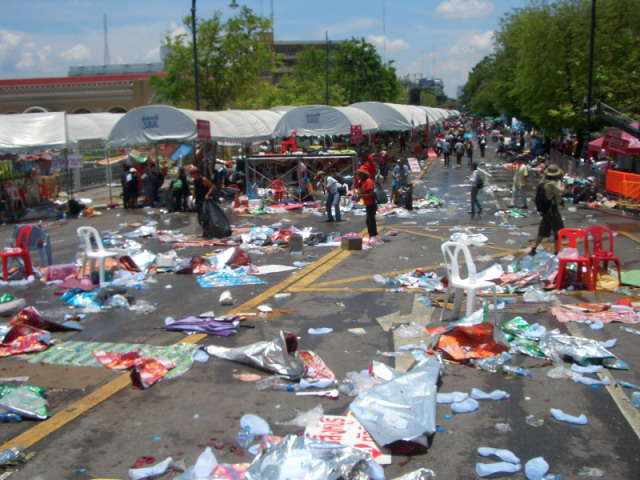
集会後の混乱状況

反独裁民主戦線は2009年も首相退陣と解散総選挙の早期実施、司法におけるダブルスタンダード（二重基準）の解消を求めるため、反政府デモを繰り返した。
3月26日、反独裁民主戦線のデモ参加者は特設ステージを設けるなどして反政府集会を始め、バンコクの首相府を約2万人で包囲し、首相のアピシットに退陣と選挙実施を改めて求めた。26日以降も数千人が包囲し続けた。
4月7日、パタヤでデモ参加者がアピシットの車列を襲撃した。車は警察官に守られて脱出し、アピシットは無事だった。
4月9日、デモ参加者はバンコクにある戦勝記念塔やラチャウィティ通り、パヤータイ通り、スクムウィット通り、ディンデン通り等の道路の一部を封鎖した。
4月11日、パタヤでASEAN+3や東アジアサミットが行われるホテルにデモ参加者が乱入したため、会議は中止を余儀なくされた。すでに会場入りしていた一部の首脳はホテルの屋上からヘリコプターで脱出するなどして、パタヤから避難した。これらの事態を受け、アピシットはパタヤとチョンブリー県に非常事態宣言を発令した。
4月12日、アピシットは内務省からバンコクなど6都県に非常事態宣言を発令した。しかし、デモ参加者は内務省や他の省庁、またテレビ局などにも乱入した。
4月13日未明、バンコクの憲法裁判所に手榴弾が投擲され、軍関係者1人が負傷した。早朝、治安部隊は催涙ガスを使用して戦勝記念塔付近等、バンコク都内数ヶ所でデモ参加者の強制排除を開始した。デモ参加者はタンクローリーで道路を封鎖したりバスを燃やすなどして抵抗したが、治安部隊の威嚇射撃を受けるなどして最終的には逃走した。午後、治安部隊は首相府を包囲しているデモ参加者に対して強制排除の態勢を整えた。
4月14日、反独裁民主戦線幹部のウィーラ・ムシッカポンは首相府前で演説し、デモ活動停止を発表した。これを受け首相府を包囲していたデモ参加者は解散し、幹部の多くは警察に出頭した。
4月24日、アピシットは非常事態宣言を解除した。これにより死者2人、負傷者110人以上を出した2009年3月末からの混乱は収まった。

### 2010年3月からのデモ活動

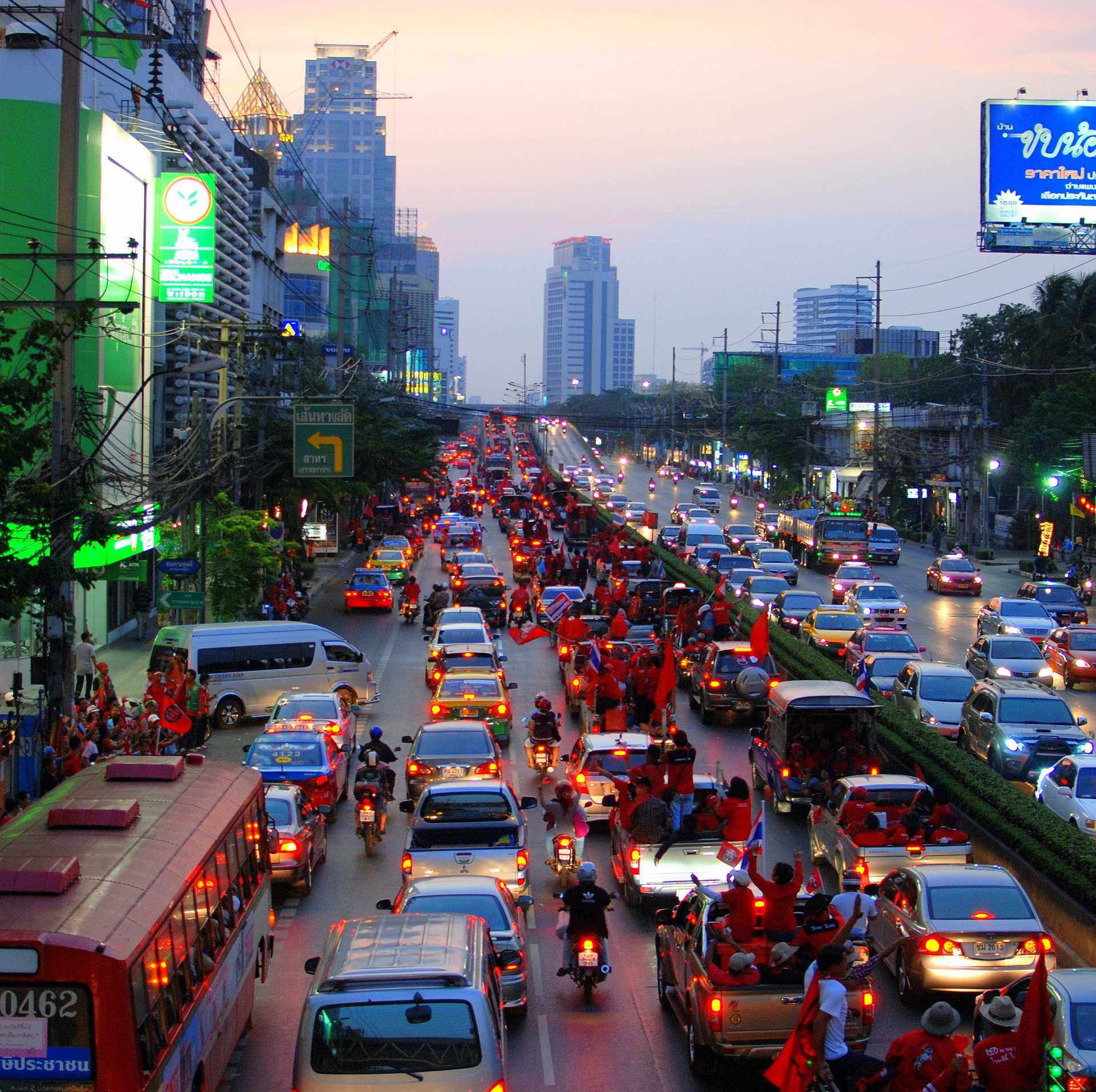
3月20日のデモ行進

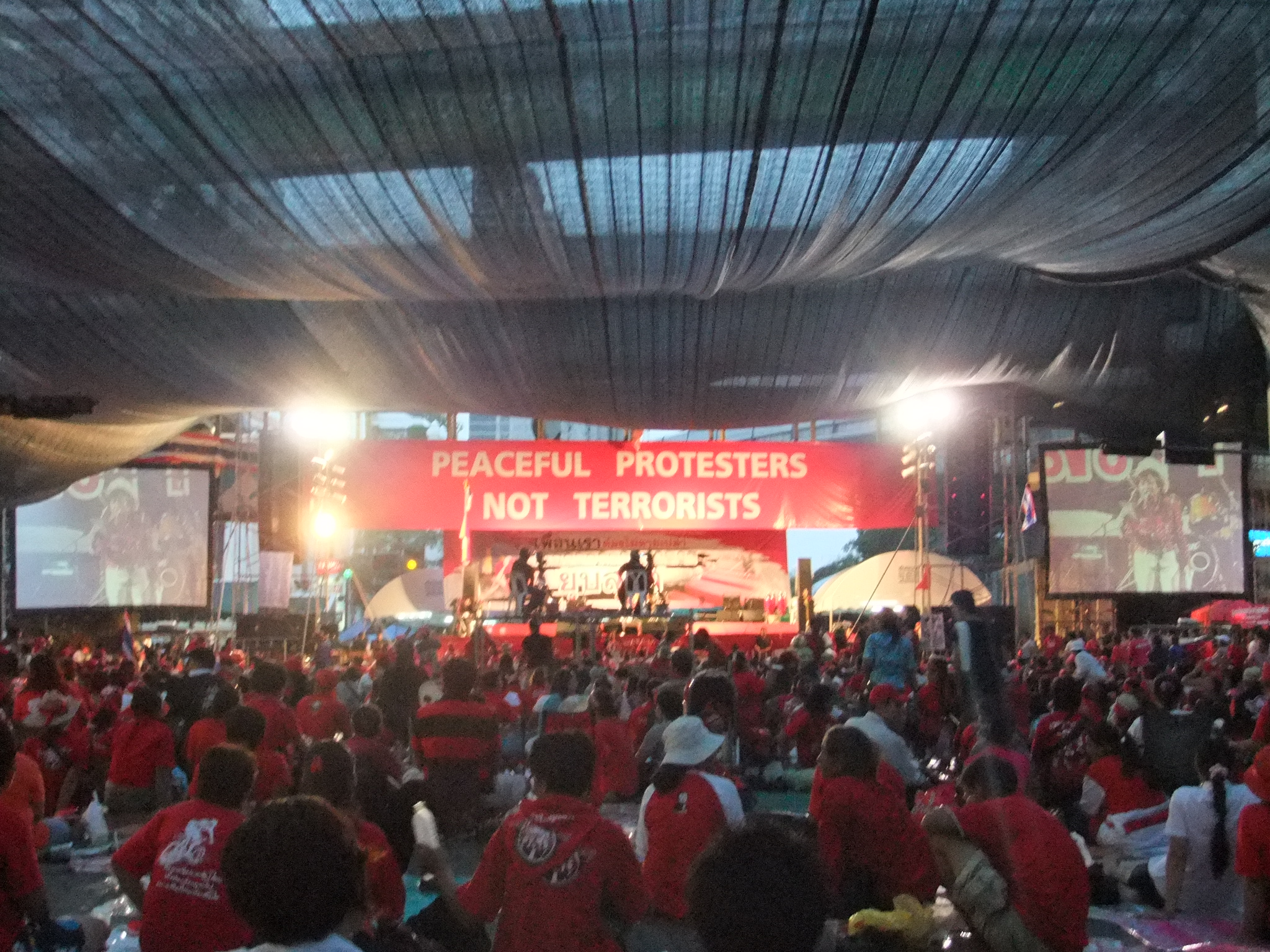
占拠地域チットロム駅付近での集会

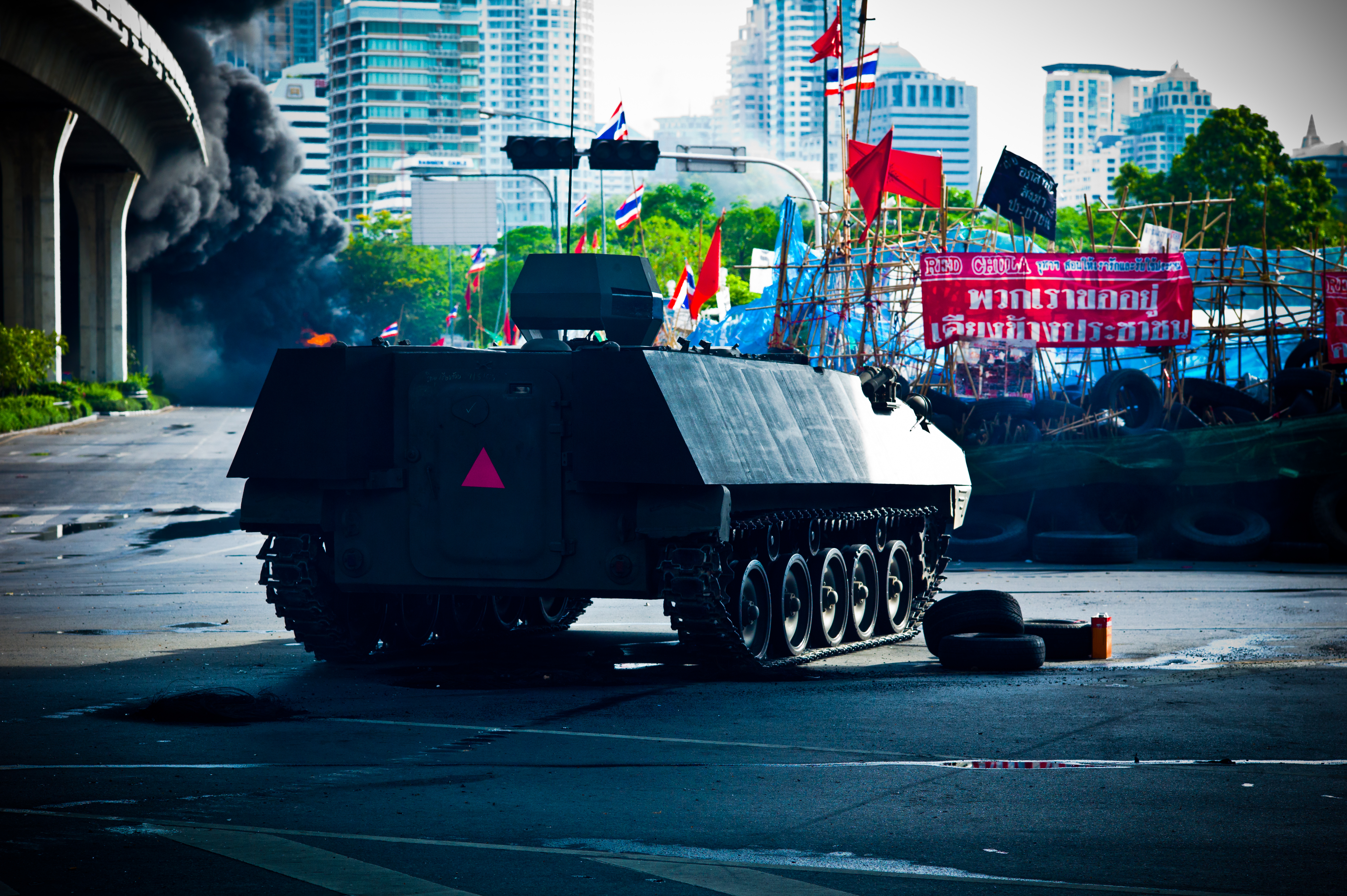
占拠地域のバリケードに対峙する装甲車

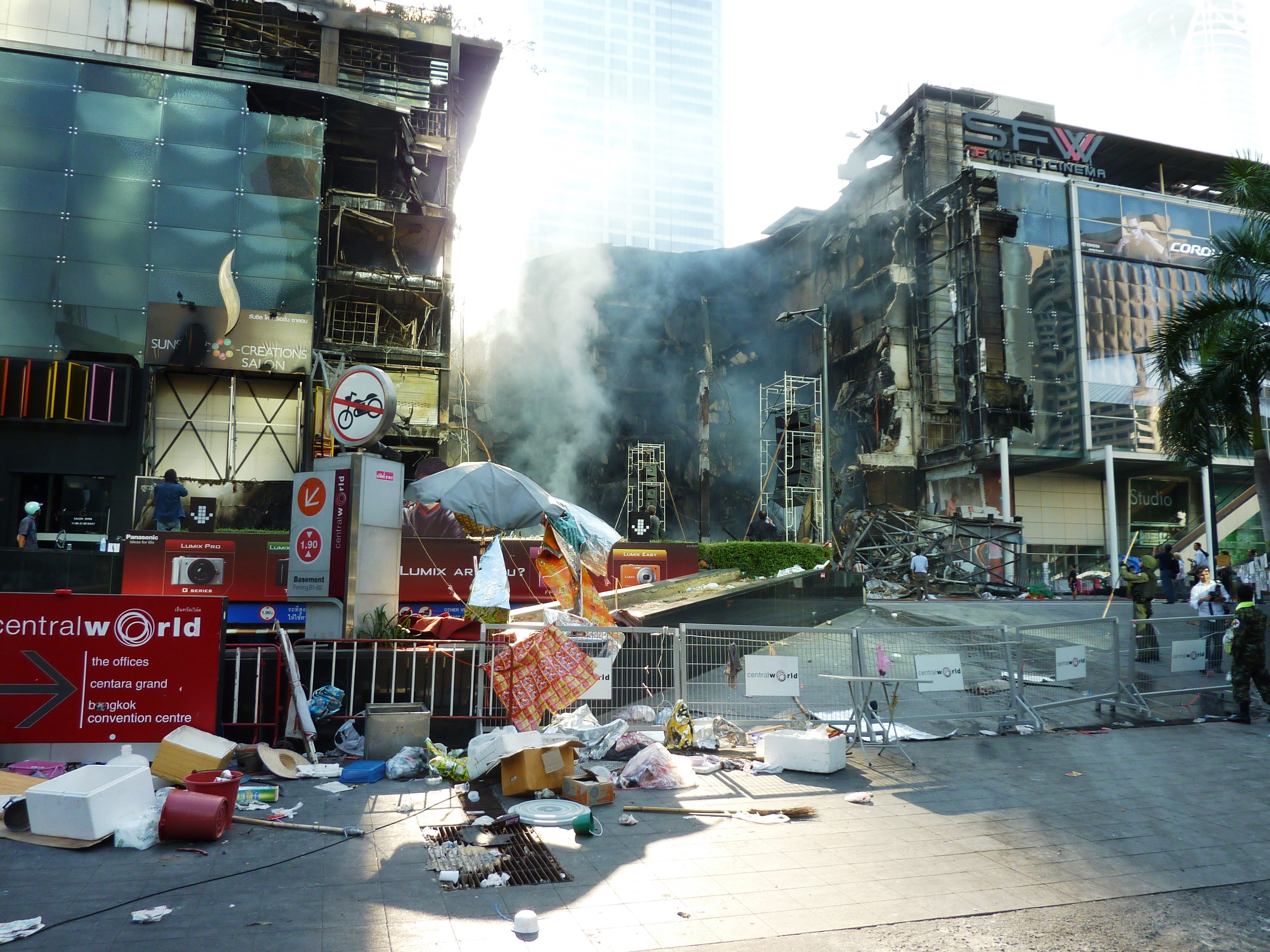
炎上後のセントラルワールド

反独裁民主戦線は2010年も前年と同じ要求をするため、反政府デモを繰り返した。
2010年（平成22年）3月14日、反独裁民主戦線はデモ参加者の動員を開始し、バンコクで約10万人規模の反政府集会を始め、首相のアピシットに退陣と選挙実施を改めて求めた。国外にいたタクシンは連日、集会でビデオ演説し政府を批判し続けた。また国内各地では小規模ではあるが擲弾による爆発事件が断続的に発生した。
3月16日、デモ参加者は議会解散要求に応じない政府に抗議し、デモ参加者から集めた血液を首相府前で撒き散らした。3月17日、デモ参加者はバンコク中心部にあるアピシットの自宅前にも血液を撒いた。
3月20日、約6万5千人のデモ参加者がバンコクの主要道路をバイクやトラックで行進し、一部道路の通行が規制され大渋滞となった。1週間後の27日にも約9万人のデモ参加者がバンコクで行進を行った。
4月7日、国会を包囲していた数百人のデモ参加者は建物内には進入しなかったが、国会の敷地内に乱入した。国会建物内に残っていた副首相のステープ・トゥアクスパンは軍のヘリコプターで脱出して避難した。これらの事態を受け、アピシットは夕方、テレビ演説を行い、バンコク都と他5県に非常事態宣言を発令した。
4月9日、デモ参加者はパトゥムターニー県にあるタイコム社の通信施設に乱入した。その際、治安部隊との衝突で共同通信社の日本人記者を含む10人以上の負傷者が出た。
4月10日、治安部隊は放水やガス弾を使用してバンコク都プラナコーン区にある民主記念塔付近にいたデモ参加者の強制排除を開始した。デモ参加者は激しく抵抗し、取材中だったロイター通信カメラマンの村本博之を含む25人の死者と800人以上の負傷者を出す事態となった。結果として、デモ参加者の強制排除は成功しなかった。
4月15日、反独裁民主戦線は、民主記念塔付近のパンファー橋とバンコク都パトゥムワン区にある商業地区中心部のラチャプラソン交差点の2ヵ所で行っていた反政府集会を、ラチャプラソン交差点を中心とした一帯に集結させることを決めた。
4月28日、デモ参加者約2000人と治安部隊約1000人がパトゥムターニー県の幹線道路で衝突し、治安部隊側1人の死者と18人の負傷者が出た。
4月29日、デモ参加者の一部は反独裁民主戦線が占拠している地域近くのチュラロンコン病院に「治安部隊が潜んでいる」として乱入した。ただ治安部隊の存在は確認できず、幹部は後に病院側に謝罪した。乱入騒動を受け、多数の患者が他の病院に転院した。
5月3日、アピシットは、事態収拾に向け和解案を表明し、5月4日、反独裁民主戦線も和解案受け入れを決定した。この合意を受け、デモは終結するかに思われた。
5月12日、首相秘書官長のコープサックは反独裁民主戦線が和解案受け入れを表明したにもかかわらず、反政府集会を続けたとして、アピシットが提案した解散総選挙案の白紙撤回を発表した。
5月13日、反独裁民主戦線強硬派の「セーデーン」ことカティヤ陸軍少将がルンピニー公園内で何者かに狙撃された。この狙撃事件をきっかけにデモ隊と治安部隊の衝突が始まった。なお、カティヤ陸軍少将は後日、5月17日に死亡した。
5月16日、政府は非常事態宣言の対象都県を拡大し、発令地域は22都県になった。
5月19日早朝、治安部隊はラチャプラソン交差点を中心としたデモ占拠地域の強制排除を開始し、ルンピニー公園付近のデモ参加者側バリケードを装甲車が破壊して突入した。銃撃戦も始まり、デモ参加者はタイヤに放火するなどして抵抗した。午後、反独裁民主戦線幹部のナタウット・サイクア、チャトゥポーン・プロムパンらは集会場で演説し、「これ以上仲間の命を失いないたくない」としてデモ活動停止を発表し、デモ参加者に帰途に就くようにうながした。その後、幹部の多くは警察に出頭したが、デモ参加者の残党がバンコク都内の映画館、タイ証券取引所、バンコク銀行、テレビ局などに放火してまわり、セントラルワールドの一部が炎上、一部倒壊するなどした。夜、政府は夜間外出禁止令を発令した。
5月20日、デモ占拠地域内の寺院に一時的に避難していた約5000人のデモ参加者は、政府が用意したバスで帰途に就いた。
5月末になると、デモ活動の混乱はある程度おさまった。なお、2010年3月からの反政府デモ活動の死者は91人、負傷者は1400人以上にのぼった。
12月22日、アピシットは「治安が回復した」と判断して非常事態宣言を全面的に解除した。

### 2011年以降のデモ活動
反独裁民主戦線は2011年も前年と同じ要求をするため、反政府デモを繰り返した。
5月19日には前年に治安部隊から排除を受けた現場でデモを行った。
5月24日、議会が解散して政治暴動の可能性がなくなったことを理由にバンコクで施行されていた国内安全保障法が解除された。
7月3日に行われた下院総選挙でタイ貢献党が勝利したため、活動は沈静化している。
9月18日、タクシンが追放されたクーデターから5年を迎えることから、反クーデター集会を実施した。

### 2012年以降の活動
5月19日、反政府デモ終結から2年を迎えることから、大規模集会を実施した。
6月24日、タイの絶対王政を廃止した1932年の立憲革命から80年を迎えることから、大規模集会を実施する。

### 2013年以降の活動
5月19日、反政府デモ終結から3年を迎えることから、大規模集会を実施した。

### 2014年以降の活動
5月7日、首相のインラック・シナワットが裁判所の判決によって失職したため、同月10日、抗議デモを開始する。
同月20日、軍は戒厳令を発令するが、抗議デモは継続された。
同月22日、軍はクーデターを決行する。これにより、タイ貢献党政権が追放され、反独裁民主戦線の幹部らも拘束されたため、抗議デモが激化した。
現在でも抗議デモは継続されている。

## 関連組織
反独裁民主戦線とは別にタクシン派の政党としてタイ貢献党がある。基本的に別組織ではあるがチャトゥポーン・プロムパン等、反独裁民主戦線の幹部の中にタイ貢献党所属の国会議員が含まれる等、親密な交流がある。